# Mesodinium

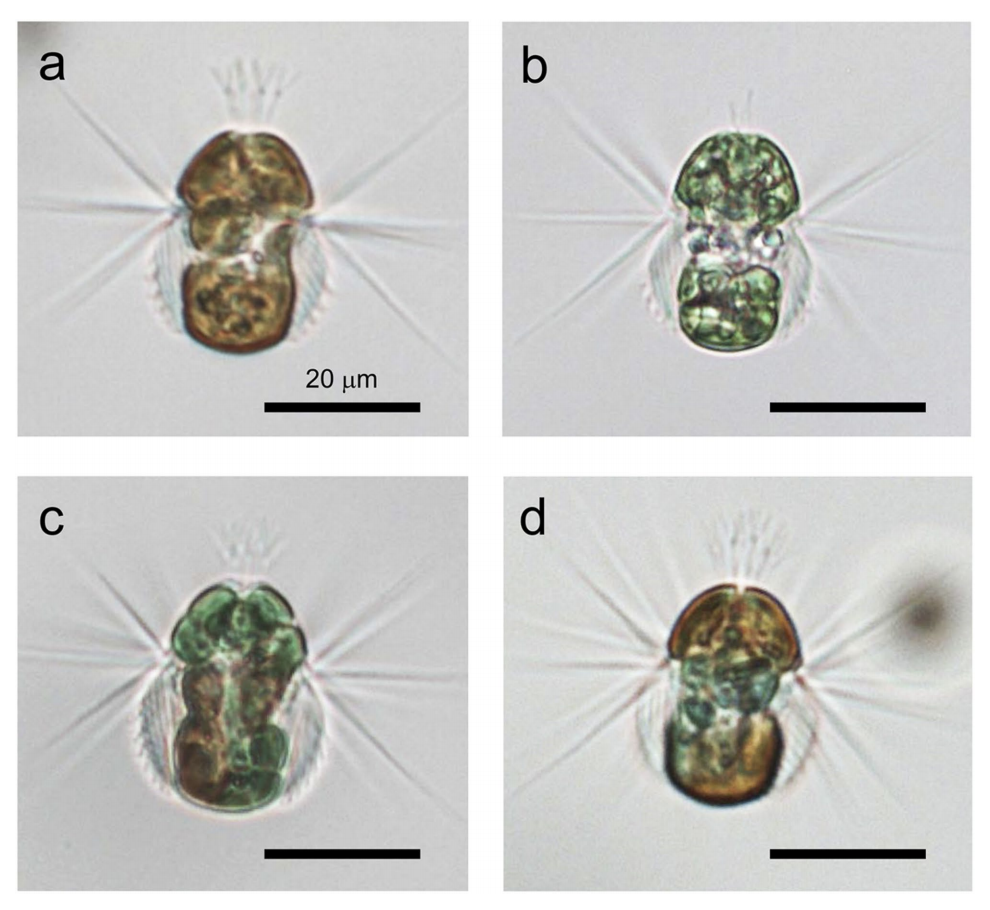
Mesodinium spp. aus dem Brackwasser des Koyama-Sees in Tottori, Japan. Zellen mit roten (a), grünen (b) oder roten und grünen (c,d) Plastiden, die von der Cryptophyceen-Beute stammen. Maßstab jeweils 20 μm.

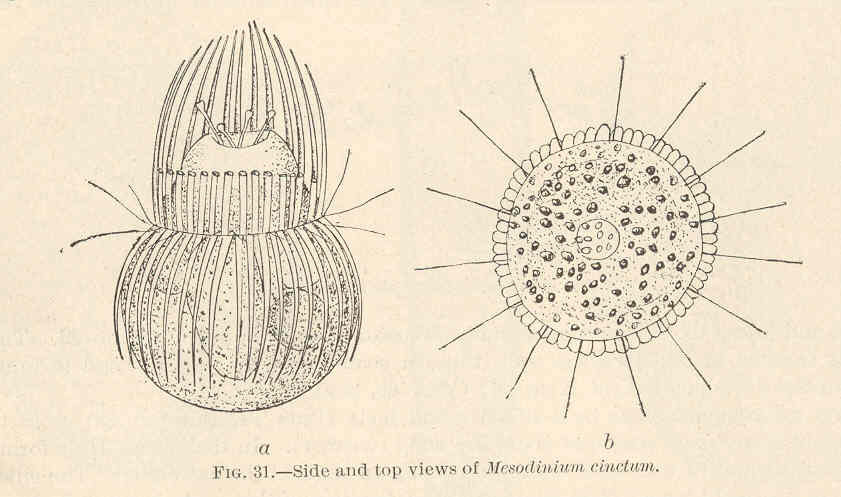
M. cinctum, Seiten- und Draufsicht.

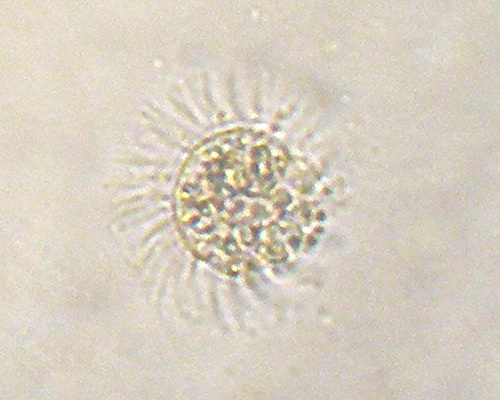
Mesodinium rubrum (alias Myrionecta rubra), Nordwestliches Schwarzes Meer, Küstengewässer, in einer Tiefe von 0,5 Metern

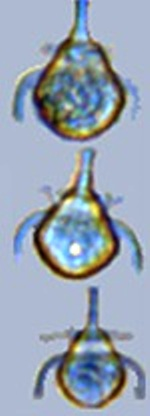
M. cf. velox, ein selektiv phagotropher Einzeller, gefunden im Roskilde-Fjord.

Mesodinium (synonym Myrionecta) ist eine Gattung eukaryotischer Einzeller, die dem Stamm der Wimperntierchen angehört.
Mesodinium-Spezies (Arten) sind weit verbreitet und kommen reichlich in Meeres- und Brackwasser vor.
Die bisher (Stand 2012) beschriebenen Arten von Mesodinium, haben zwar die gleiche grundlegende Ultrastruktur, sie unterscheiden sich aber in Details ihrer sog. „Tentakel“, der Zirren, 
Details zu den Basalkörpern, der Größe des Zellmunds (Cytostoms) und in anderen Merkmalen. 
Die augenfälligsten Unterschiede der bisher bekannten Arten bestehen in Bezug auf ihre Chloroplasten:
Während Chloroplasten bei einigen Arten ganz fehlen, können andere (erworbene) Chloroplasten unterschiedlicher Färbung temporär oder dauerhaft enthalten. Diese Unterschiede bedingen in der Folge unterschiedliche Ernährungsweisen.
Derzeit sind ca. sechs Mesodinium-Arten beschrieben, alle in marinen Umgebungen.

## Ernährungsweise
Nach ihrer Ernährungsweise (Trophie) klassifiziert sind dies:
- plastidisch: M. chamaeleon, M. coatsi, M. major und M. rubrum – bei diesen Arten findet man Plastiden (Chloroplasten), in denen Photosynthese (Photoassimilation) stattfindet,
- heterotroph: M. pulex und M. pupula – diese Arten leben rein räuberisch.

Eine nicht einfach zu klärende Frage ist, ob sich die plastidischen Mesodinium-Arten phototroph ernähren (mit eigenen Dauerplastiden) oder mixotroph (mit temporären Kleptoplastiden, die immer wieder auf räuberische Weise ersetzt werden müssen).
Unter den plastidischen Arten besitzen die Wildtypen von M. major und M. rubrum rote Plastiden, die denen der Cryptophyceen-Gattungen Teleaulax, Plagioselmis und Geminigera (Geminigera/Plagioselmis/Teleaulax-Komplex, Familie Geminigeraceae) entsprechen.
M. rubrum enthält tatsächlich funktionelle Chloroplasten, die von Cryptophyceen-Arten der Gattungen Teleaulax und Geminigera stammen (Kleptoplastidie).
Die Wildpopulationen von M. chamaeleon und M. coatsi enthalten dagegen normalerweise grüne Plastiden.
Die Verfügbarkeit geeigneter Cryptophyceen-Beute ist eine wichtige Voraussetzung für die Bildung von Algenblüten durch die plastidischen Mesodinium-Arten.

## Ökologie
Die am häufigsten vorkommende Mesodinium-Art, M. rubrum (alias Myrionecta rubra), verursacht in vielen Küstenökosystemen „Rote Tiden“ genannte Algenblüten. Obwohl M. rubrum als ungiftige Art gilt, können Blüten dieses Wimpertierchens für die Aquakulturindustrie potenziell schädlich sein.
M. rubrum betreibt Photosynthese, indem es den Zellkern seiner Cryptophyceen-Beute abtrennt, um „gestohlenen“ Plastiden und andere Organellen zu behalten und für sich zu nutzen.
Auf diese Weise spielt die Gattung Mesodinium eine wichtige Rolle, indem sie die eine Verbindung herstellt zwischen der Cryptophyceen-Beute und verschiedenen Räubern im aquatischen mikrobiellen Nahrungsnetz, wie beispielsweise Dinoflagellaten der Gattung Dinophysis. So ist etwa M. rubrum die Quelle der Plastiden verschiedener Dinophysis-Arten, die daher letztlich von den Cryptophyceen stammende Kleptoplastiden sind.
So wurde zum Beispiel häufig beobachtet, dass hohe Dichten von Dinophysis-Arten vor oder gleichzeitig mit hohen Dichten von M. rubrum auftreten.

## Arten
Die Gattung Mesodinium Stein, 1862 (syn. Myrionecta) besteht aus folgenden Arten (A: AlgaeBase, N: NCBI, W: WoRMS, μ: SMHI – Nordic Microalgae and aquatic protozoa., Stand: 12. Dezember 2021):
- Mesodinium acarus Stein, 1862[N,W] – alias Acarella siro Cohn, 1866 (nicht zu verwechseln mit Acarella siro Warberg, Wisby)[25][26]
- Mesodinium annulatum Nam et al., 2024[27]
- Mesodinium chamaeleon Moestrup, Garcia-Cuetos, Hansen & Fenchel, 2012[N,W][8][28][15]
- Mesodinium cinctum Calkins, 1902[W]
- Mesodinium coatsi Van As, Basson & Van As, 1998 – inkl. Mesodinium sp. SWN-2014[N][16]
- Mesodinium fimbriatum A.Stokes, 1885[A]
- Mesodinium major[1] – unter diesem Namen finden sich Nennungen mit unterschiedlicher Autorenschaft:

- M. major Garcia-Cuetos, Moestrup & Hansen, 2012[W]
- M. major Van As, Basson & Van As, 1998 – ehemals M. rubrum var. major und M. sp. LGC-2011[N]
- M. cf. major FR-2015 Rial et al. 2015[N]

- Mesodinium pulex[15][29][30] – auch unter diesem Namen finden sich Nennungen mit unterschiedlicher Autorenschaft:

- M. pulex Claparède & Lachmann, 1858[W] bzw. (Claparède & Lachmann, 1859), Stein, 1867 bzw. Clap. & Lachm., 1858
- M. pulex H.Tamar 1986[A] – da jedoch H. Tamar (1986) durch H. Tamar (1992) – mit Bezug auf den ersten Eintrag – ersetzt wird, ist dieser Eintrag obsolet. Damit können auch die folgenden Stämme, Isolate und Sequenzen aus NCBI dem ersten Eintrag zugeordnet werden:
- M. pulex isolate LWW08010306 Zhang, Gao et al. 2009[N]
- M. pulex strain HHJ Garcia-Cuetos et al. 2011[N]
- M. pulex Struder-Kypke et al. 2006[N]
- M. pulex strain QD-I Li & Song 2006[N]
- M. pulex clone MPCR99 Johnson 2004[N]

- Mesodinium pupula Kahl, 1933[N,W][15]
- Mesodinium rubrum (Lohmann, 1908) bzw. (Lohmann) Leegard 1908 bzw. Leegaard, 1915[15][18][10][6][17][19][21][1][9] (Purpurrotes Wimperntierchen)[38] – alias Myrionecta rubra Lohmann, 1908[A,N,W,μ][15][12][20][11][7][39] – inkl. Mesodinium rubrum CCMP2563 alias Myrionecta rubra CCMP2563[N]
- Mesodinium velox H.Tamar 1986[A]
- Mesodinium sp. MR-MAL01[N] – vorgeschlagene Art mit vorläufiger Bezeichnung
- Mesodinium sp. WWS-2009a[N] – vorgeschlagene Art mit vorläufiger Bezeichnung

Eine Typusart ist nicht festgelegt. Nach World Register of Marine Species (WoRMS), übernommen vom National Center for Biotechnology Information (NCBI), ist die erste beschrieben Art Mesodinium acarus Stein, 1862; die am häufigsten vorkommende und am besten beschriebene Art ist jedoch M. rubrum (s. o.).